# Козенко, Михаил Георгиевич
Михаил Георгиевич Козенко (4 ноября 1925, село Реутинцы или село Грибанево, теперь Кролевецкого района Сумской области — ?) — советский государственный деятель, 1-й секретарь Кременчугского городского комитета КПУ Полтавской области. Депутат Верховного Совета УССР 9-го созыва.

## Биография
С сентября 1943 г. — служба в Советской армии. Участник Великой Отечественной войны с 1944 года. Служил комсомольским организатором батальона 272-го стрелкового полка 123-й стрелковой дивизии 123-го стрелкового корпуса 1-й Ударной армии 2-го Прибалтийского фронта.
Образование высшее. Окончил Днепропетровский институт инженеров железнодорожного транспорта.
С 1952 г. — диспетчер, начальник службы, главный инженер железнодорожного отдела станции Сухобезводное Горьковской железной дороги РСФСР.
Член КПСС с 1953 года.
В 1959 — 1962 г. — мастер, старший мастер, начальник участка, заместитель начальника, начальник механического, рамково-кузовного цехов механосборочного корпуса, секретарь партийного комитета КПУ Кременчугского автомобильного завода.
В 1962 — 1963 г. — 2-й секретарь Кременчугского городского комитета КПУ.
В январе 1963 — феврале 1980 г. — 1-й секретарь Кременчугского городского комитета КПУ Полтавской области.
Затем — на ответственной работе в Киеве и Москве.

## Награды
- два ордена Трудового Красного Знамени
- орден Октябрьской Революции
- орден Дружбы народов
- орден Красной Звезды (.02.1945)
- орден Отечественной войны 1-й ст. (12.11.1988)
- ордена
- медали